# Gentile da Fabriano

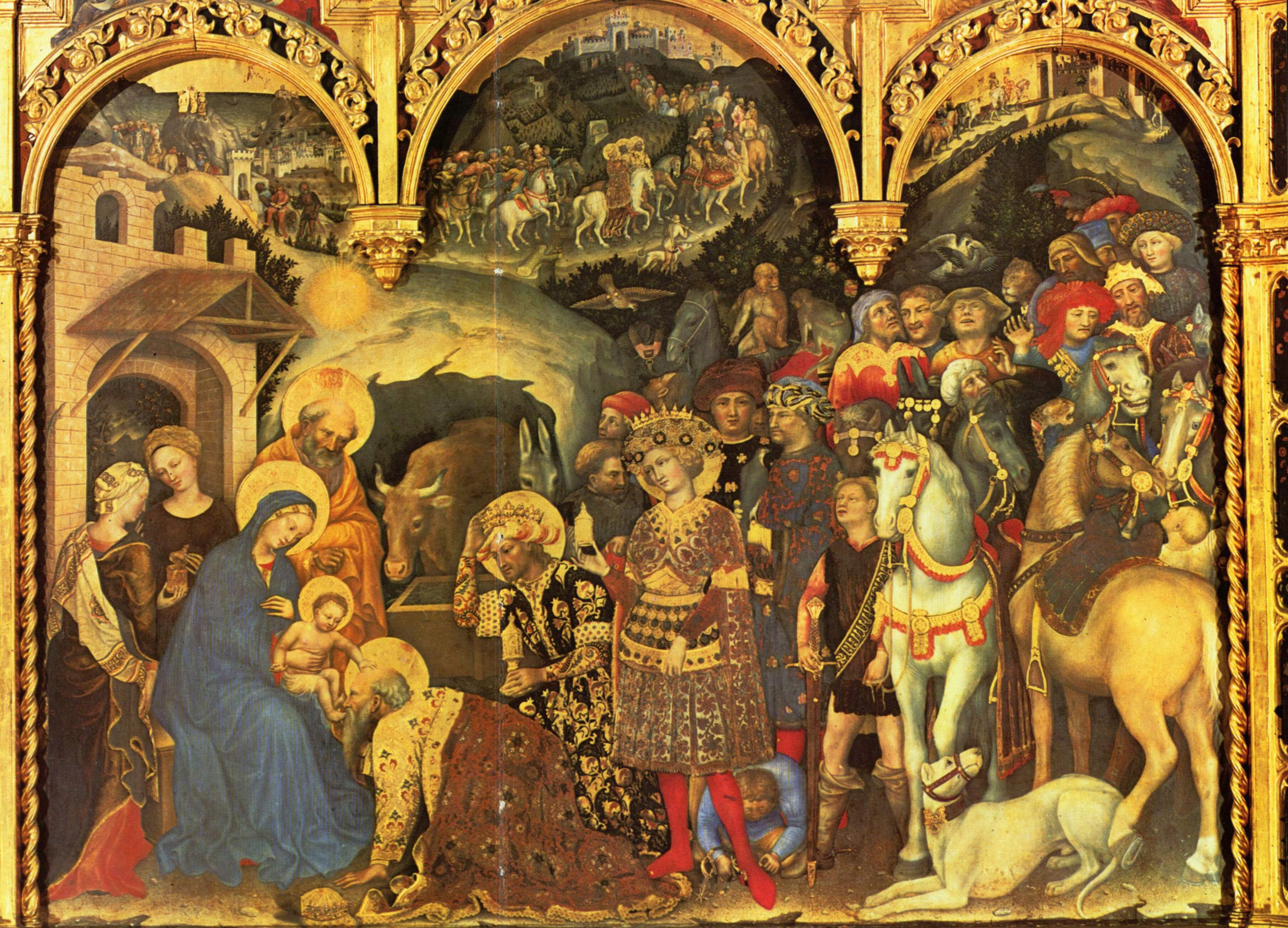
Anbetung der Könige (Strozzi-Altar), 1423

Gentile da Fabriano (eigentlich Gentile di Nicolò Massio, * um 1370 oder um 1385 in Fabriano; † 1. August 1427 in Rom) war ein italienischer Maler der Spätgotik, von dem Michelangelo sagte, er male ähnlich wie er heiße. Er ist zugleich einer der Hauptvertreter der höfischen Stilrichtung um 1400 in Italien.

## Lebenslauf
Gentile da Fabriano war vermutlich Schüler von Allegretto Nuzi. Um 1390 zog Gentile da Fabriano nach Pavia an den Hof von Gian Galeazzo Visconti, wo er mit den anderen Künstlern am Hof in Kontakt kam, wie Michelino da Besozzo und Giovannino de’ Grassi. Aus diesen Jahren stammt die Madonna mit Kind in Ruhm zwischen den Heiligen Franziskus und Klara, für das Kloster Santa Chiara die Reale von Pavia (jetzt in den Musei civici di Pavia) und zwei Damen mit Fresken im Jahr 1393 im Castello Visconteo di Pavia. Mit dem Tod von Gian Galeazzo Visconti 1402 verließ der Künstler das Herzogtum Mailand. Gegen Ende des Jahrhunderts war er zunächst in seiner Heimatstadt tätig. Im Jahr 1409 wurde er beauftragt, den Dogenpalast in Venedig mit Fresken zu schmücken (Fertigstellung durch Pisanello). Später (zw. 1414–19) arbeitete er in Brescia für Pandolfo III. Malatesta (ca. 1414–20) und freskierte dort seine Kapelle im Broletto, Palazzo Comunale (nicht erhalten), danach ging er nach Florenz, wo er am 21. November 1422 als Bürger der Stadt in die Malergilde Arte dei Medici e Speziali aufgenommen wurde und sich große Beachtung von seinen Malerkollegen u. a. Masolino und Fra Angelico sowie Masaccio erwarb. Ab 1425–27 in Siena an einem Madonnenbild (Madonna dei Notai, nicht erhalten) tätig, dann in Orvieto (Quaratesi-Polyptychon, Mitteltafel heute in der Nationalgalerie London) und schließlich in Rom, wo er sein letztes Werk vollendete (im 17. Jh. zerstört).
Sein bedeutendstes Tafelbild und zugleich ein Schlüsselwerk in der Geschichte der Malerei ist die Anbetung der Heiligen Drei Könige für die Kapelle der reichen Bankiersfamilie Strozzi in der Kirche Santa Trinità in Florenz (heute Uffizien) von 1423. Gentile vereinte hier naive Erzählfreude mit höfischer Eleganz und Detailreichtum; die plastische und realitätsnahe Gestaltung der Figuren ist kennzeichnend für die Wende von der Spätgotik zur Renaissance.
Ebenso charakteristisch sind die Szenen aus dem Leben des Hl. Nikolaus von Bari (Predellatafeln des Quaratesi-Polyptychons, Orvieto, um 1425), das sich in seiner Art an die des Masolino annähert. Um 1426 folgte er der Bitte des Papstes Martin V. und begann einen Zyklus in der Kirche San Giovanni in Laterano in Rom mit Fresken aus dem Leben Johannes des Täufers sowie in den Fensterzwischenräumen mit Prophetenfiguren (gleichfalls von Pisanello vollendet). Das einzige noch von ihm erhaltene Freskobild befindet sich im Dom von Orvieto. Außerhalb Italiens finden sich nur sehr wenige Werke Gentiles.
Sein meist eleganter Stil hatte in der Folgezeit großen Einfluss auf die florentinischen Maler und bildete das Gegenstück zu dem kargen Realismus, den Masaccio pflegte.

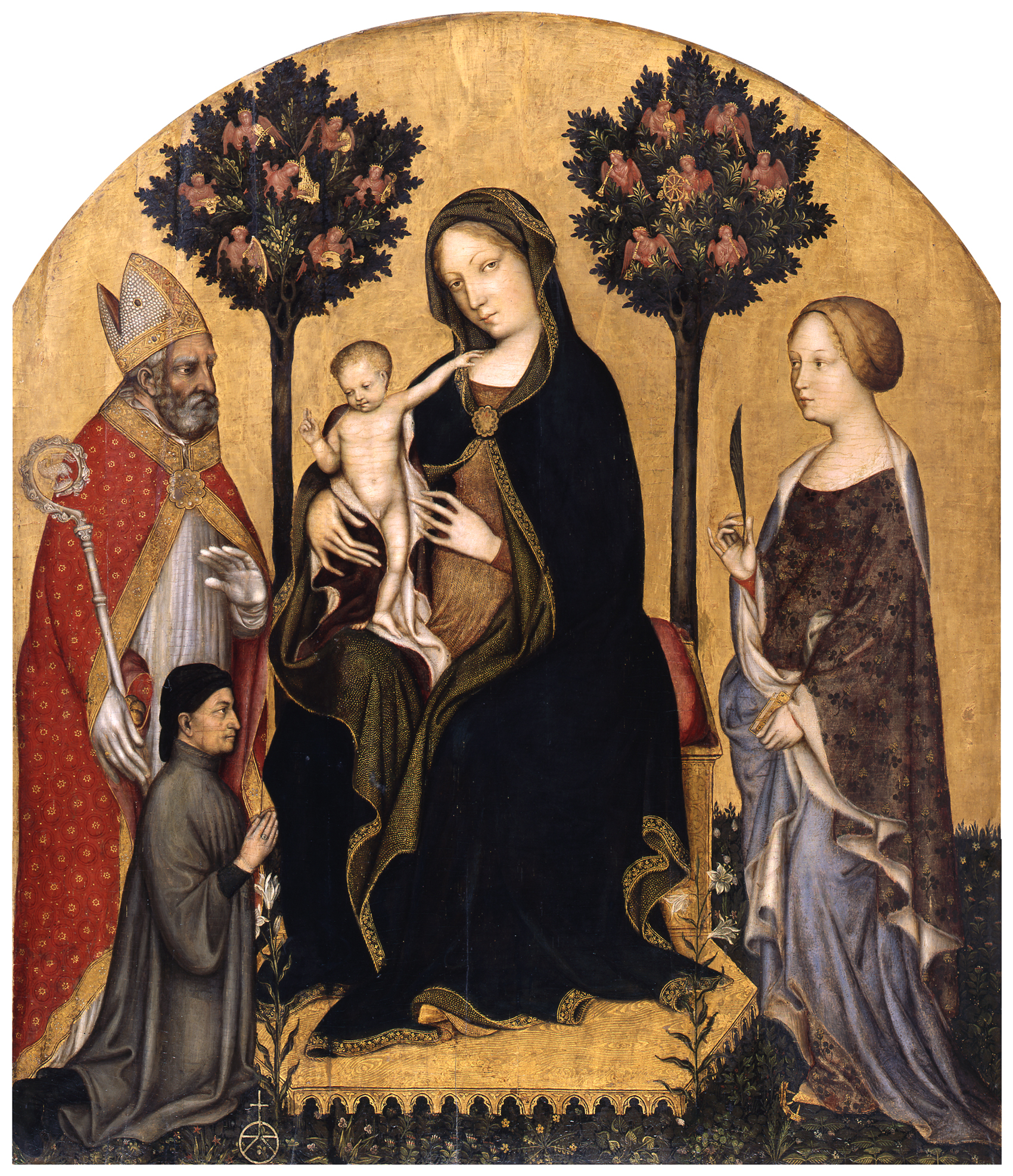
Thronende Maria und Kind, Hl. Nikolaus, Hl. Katharina und Stifter, 1400–10, Gemäldegalerie Berlin

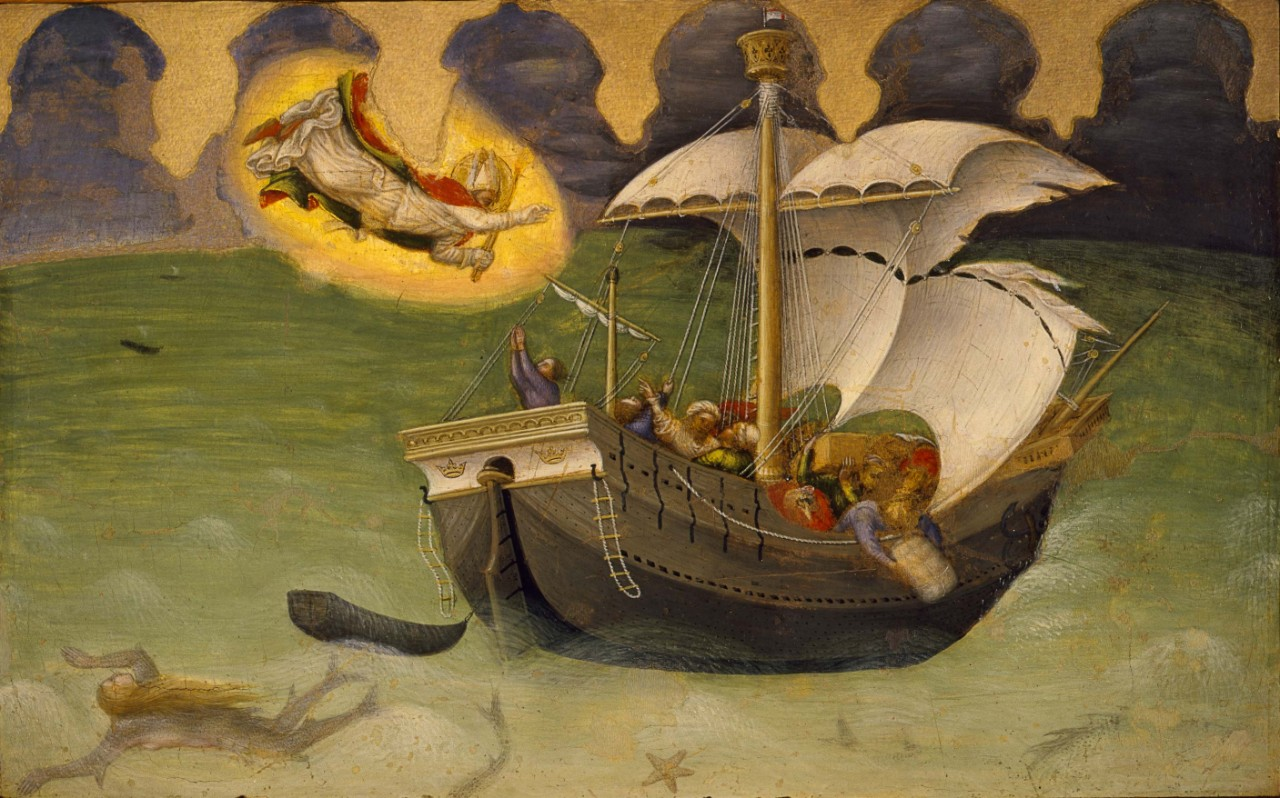
Predellatafel des Mittelaltars aus dem Quaratesi-Polyptychon, ca. 1436, ursprünglich in San Niccolo/Florenz.

Gentile da Fabriano war der Erste in der Reihe glänzender Maler Umbriens und der bedeutendste italienische Vertreter der Richtung, die man „Internationale Gotik“ nennt. Zu seinen Schülern zählen so bedeutende Maler wie Pisanello oder Jacopo Bellini.

## Werkauswahl
- Madonna mit Kind in Ruhm zwischen den Heiligen Franziskus und Klara, um 1390–95, Holz, 56,5 × 42 cm (Pavia, Stadtmuseen von Pavia)[5]
- Krönung Mariens, Polyptychon aus Valle Romita bei Fabriano (um 1400, Pinacoteca di Brera, Mailand)
- Maria mit Kind, den Heiligen Katharina und Nikolaus sowie dem Stifter, um 1400–10, Pappelolz,  133,4 × 115 cm (Berlin, Staatliche Museen, Gemäldegalerie, Inv. 1130)
- Thronende Madonna mit Kind und Engeln, um 1410, Holz, 96,8 × 59 cm. (Perugia, Galleria Nazionale dell’Umbria)
- Maria mit Kind, um 1415, Holz, 60 × 45 cm. (Pisa, Museo Nazionale di San Matteo)
- Anbetung der Könige, signiert und datiert Mai 1423, Holz, Gesamtgröße: 182 × 227 cm, Teil der Pala Strozzi. (Florenz, Uffizien)
- Maria mit Kind, 1427, Holz, 110,4 × 66,3 cm. (Velletri, Museo Diocesano)
- Madonna mit Kind, 1425, Fresko, 225 × 125 cm. (Orvieto, Dom)

## Rezeption
Das Schiff Gentile da Fabriano wurde nach ihm benannt.